# Rajpur Sonarpur
Rajpur Sonarpur là một thành phố và khu đô thị của quận South Twentyfour Parganas thuộc bang Tây Bengal, Ấn Độ.

## Nhân khẩu
Theo điều tra dân số năm 2001 của Ấn Độ, Rajpur Sonarpur có dân số 336.390 người. Phái nam chiếm 52% tổng số dân và phái nữ chiếm 48%. Rajpur Sonarpur có tỷ lệ 78% biết đọc biết viết, cao hơn tỷ lệ trung bình toàn quốc là 59,5%: tỷ lệ cho phái nam là 83%, và tỷ lệ cho phái nữ là 73%. Tại Rajpur Sonarpur, 9% dân số nhỏ hơn 6 tuổi.